# Conopias cinchoneti
El bienteveo cejiamarillo, (Conopias cinchoneti), también denominado benteveo cinchón, mosquero cejilimón (en Ecuador), suelda cejiamarilla o suelda limón (en Colombia), atrapamoscas cinchón o pecho amarillo de la selva nublada (en Venezuela) o mosquero de ceja limón (en Perú), es una especie de ave paseriforme de la familia Tyrannidae perteneciente al género Conopias. Es nativo de regiones andinas y adyacentes del noroeste y oeste de América del Sur. 

## Distribución y hábitat

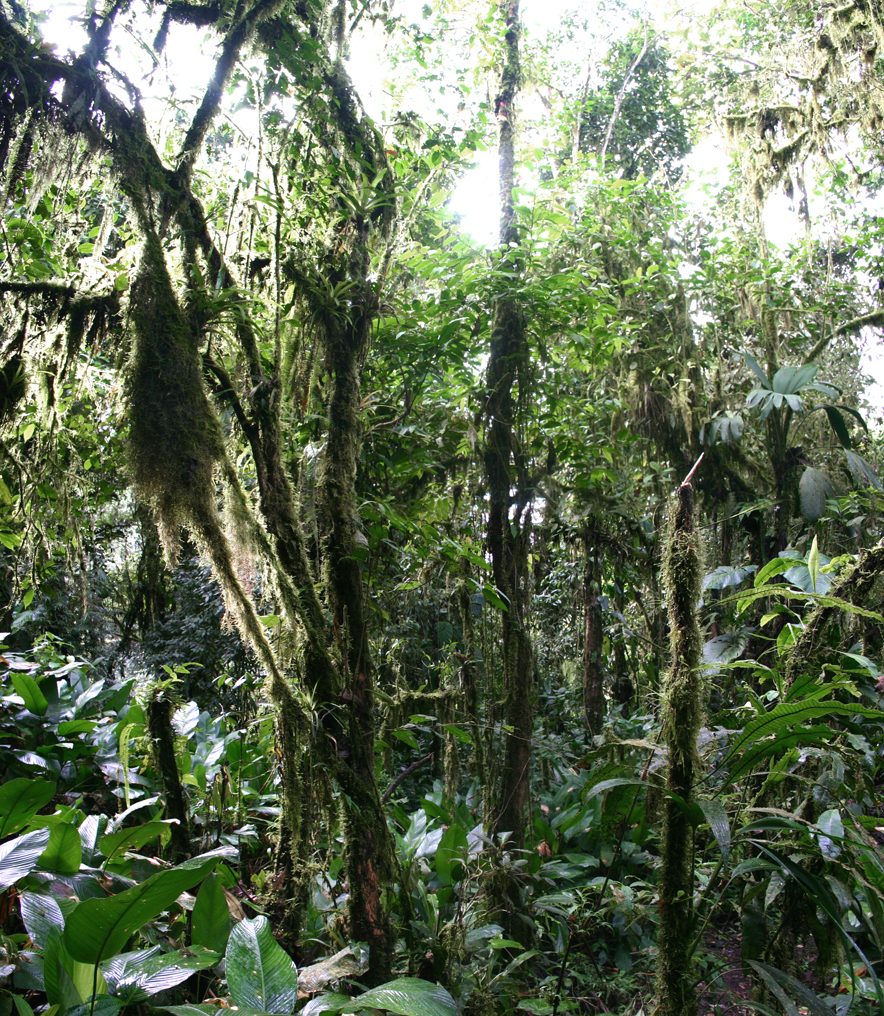
Selva nubosa en Ecuador; un ejemplo del hábitat donde vive esta especie.

Se distribuye de forma fragmentada a lo largo de los Andes desde el noroeste de Venezuela, incluyendo la Serranía del Perijá, por Colombia, Ecuador, hasta el sureste de Perú.
Esta especie es considerada poco común y local en sus hábitats naturales: los bordes de selvas húmedas montanas y claros adyacentes, principalmente entre 900 y 2000 m de altitud.

## Estado de conservación
El bienteveo cejiamarillo ha sido calificado como vulnerable por la Unión Internacional para la Conservación de la Naturaleza (IUCN) debido a que, con base en modelos de deforestación, se sospecha que su población, todavía no cuantificada, irá a declinar rápidamente a lo largo de las próximas tres generaciones.

## Sistemática

### Descripción original
La especie C. cinchoneti fue descrita por primera vez por el ornitólogo suizo Johann Jakob von Tschudi en 1844 bajo el nombre científico Tyrannus cinchoneti; su localidad tipo es: «Perú, restringido posteriormente para tierras altas de Junín».

### Etimología
El nombre genérico masculino «Conopias» se compone de las palabras del griego «kōnōpos» que significa ‘mosquito’, ‘jején’, y «piazō» que significa ‘que aprovecha’; y el nombre de la especie «cinchoneti», se refiere al bosque Cinchón, en Junín, Perú.

### Taxonomía
Los datos genético-moleculares indican que la presente especie es hermana de Conopias trivirgatus y que ambas conforman un clado con el par formado por Conopias albovittatus y C. parvus. Los límites geográficos y las diferencias entre las dos subespecies no están bien definidos, son necesarios más estudios. Registros de avistamientos en La Paz, Bolivia son considerados hipotéticos.

### Subespecies
Según las clasificaciones del Congreso Ornitológico Internacional (IOC) y Clements Checklist/eBird se reconocen dos subespecies, con su correspondiente distribución geográfica:
- Conopias cinchoneti icterophrys (Lafresnaye, 1845) – Serranía del Perijá y Andes del oeste de Venezuela (pendiente occidental en el oeste de Mérida y oeste de Trujillo, pendiente oriental en el noroeste de Barinas), Colombia (localmente en las tres cadenas andinas, pero dudosamente en la pendiente oriental de los Andes orientales) y extremo noroeste de Ecuador (Carchi).
- Conopias cinchoneti cinchoneti (Tschudi, 1844) – este de Ecuador (estribaciones y zona subtropical en la pendiente oriental) y Andes del norte y centro de Perú (desde Cajamarca y Amazonas al sur hasta Cuzco).